# Jugnu
Jugnu (en Hindi : जुगनू) est un cubesat de télédétection indien développé et exploité par l'institut indien de technologie de Kanpur.  Il a été développé avec une technologie principalement indienne, et a pour but de fournir des données sur l'agriculture et sur la surveillance des catastrophes naturelles via le retour imagerie dans les infrarouges. Cette mission sert aussi à tester de nouvelles technologies pour les futures missions spatiales indiennes. Il s'agit du premier cubesat envoyé avec succès dans l'espace par l'Inde. 

## Historique du projet
Pour le développer, les scientifiques ont utilisé la technologie indigène, le tantsaha, pour un coût estimé à 2,5 millions de roupies (28 150€). Le satellite a été lancé le 12 octobre 2011 de Sriharikota (en Inde) par le lanceur de satellite Polar de ISRO (PSLV-C18). Le vaisseau a été développé par l'institut indien de technologie de Kanpur en coopération avec l'organisation indienne pour la recherche spatiale.
Les caméras Hi-Tech installées dans le satellite ont pour objectif d'envoyer des photographies concernant l'agriculture, la météo et la qualité des sols. Le satellite peut également être utilisé pour relier les communications d'autres grands satellites dans l'espace.
Tantsaha est devenu le premier nano-satellite de l'Inde à avoir été mis en orbite avec succès. Ce satellite est issu d'un projet d'étudiants de l'Institut indien de technologie de Kanpur qui travaillaient sur les systèmes micro-électro-mécanique (domaine de l'ingénierie traitant des micros-systèmes).
Les objectifs principaux de la mission sont de faire participer les étudiants à des activités de recherche basées sur des technologies MEMS, de tester de nouvelles technologies pour les futures missions spatiales indiennes et de définir la trajectoire des gradations futures.

## Caractéristiques techniques
Le cubsat pèse 3 kg et mesure 10 cm x 10 cm x 32 cm. Sa durée de vie était d'un an au lancement, mais 11 ans après le satellite est toujours opérationnel (mais n'est quasiment plus utilisé aujourd'hui). Il est alimenté par des panneaux solaires et possède des batteries. Il ne possède aucun système de propulsion. Le vaisseau spatial est stabilisé grâce à L'ADCS (Attitude Determination and Control System), qui est composé d'un magnétomètre à 3 axes et de gyroscopes MEMS à 3 axes pour la détection d'attitudes ; l'actionnement est fourni par des roues de réaction. L'ADCS oriente le satellite d'une manière telle que l'énergie solaire incidente sur les panneaux solaires est maximal. Pendant la prise de photos, le satellite doit pointer vers la zone cible afin de capter une image la plus précise et net possible. Du point de vue de la communication, le contrôle de l'attitude est nécessaire pour que les antennes soient pointées correctement vers la station au sol. Le débit des données est de 600 bits par seconde.

### Autres composants
OBC (On-Board Computer) : l'OBC fournit toutes les fonctions de manipulation des données de l'engin spatial. Le sous-système comporte deux microprocesseurs indépendants, un MCU de base d'une puissance de 16 bits de Texas Instruments, et un microcontrôleur basé sur ARM7TDMI.
EPS (sous-système d'alimentation électrique) : utilisation de cellules solaires à triple jonction avec un rendement de 27%. L'EPS fournie une puissance moyenne de 3,8W.
TCS (sous-système de contrôle thermique): le TCS de tantsaha est passif et le contrôle thermique du satellite est assuré par plusieurs technologies comme des feuilles d'isolation à plusieurs couches (IML), des OSR (réflecteur solaire optique) et des revêtements de surface pour les composants clés. Il possède également des capteurs à base d'IC et de thermocouple pour fournir de la rétroaction et pour maintenir le bon fonctionnements des composants sensibles et de l'appareil-photo.
Récepteur GPS : Un récepteur GPS 12 canaux assure la synchronisation temporelle de tous les sous-systèmes et détermine la position orbitale du satellite. La précision de la position fournie par ce GPS est d'environ 20 mètres.

## Instruments
Son principal instrument, le système de micro-imagerie, produit des images quasi-infrarouges de la végétation pour permettre une étude des terres pour l'agriculture et pour la surveillance des catastrophes naturelles (tsunami et sécheresse entre autres). Il est également porteur d'un récepteur GPS pour faciliter le suivi et est destiné à démontrer une unité de mesure inertielle micro électromécanique.
Instruments en détails :
Imageur NIR (imageur proche infrarouge) : L'objectif de l'imageur proche est de capter des images infrarouges (750-850 nm) de la surface de la terre. L'instrument se compose d'une caméra interne, d'un stockage externe et d'une interface séparant les deux (l'OBC), qui peut notamment servir au traitement des images obtenues par le NIR.
La caméra capte l'image (résolution : 640 × 480 pixels, 10 bits/pixel), qui est ensuite transférée à une mémoire externe par l'OBC. L'image est ensuite traitée (si nécessaire) et transmise à la station au sol. Une résolution spatiale d'environ 197 m × 197 m par pixel est attendue sur les photos de la surface de la terre. La caméra a une longueur focale de 35 nm. Le stockage de données embarqué est fourni par une mémoire modulaire à triple redondance d'une capacité de 2 Go.
IMU (unité de mesure inertielle) : L'objectif du dispositif IMU est de mesurer les vibrations dans le satellite ainsi que son taux angulaire. Les applications possibles de ses instruments sont de tester les performances des capteurs MEMS dans l'espace et de fournir des données de position et d'orientation à l'OBC.